# Wilf McGuinness

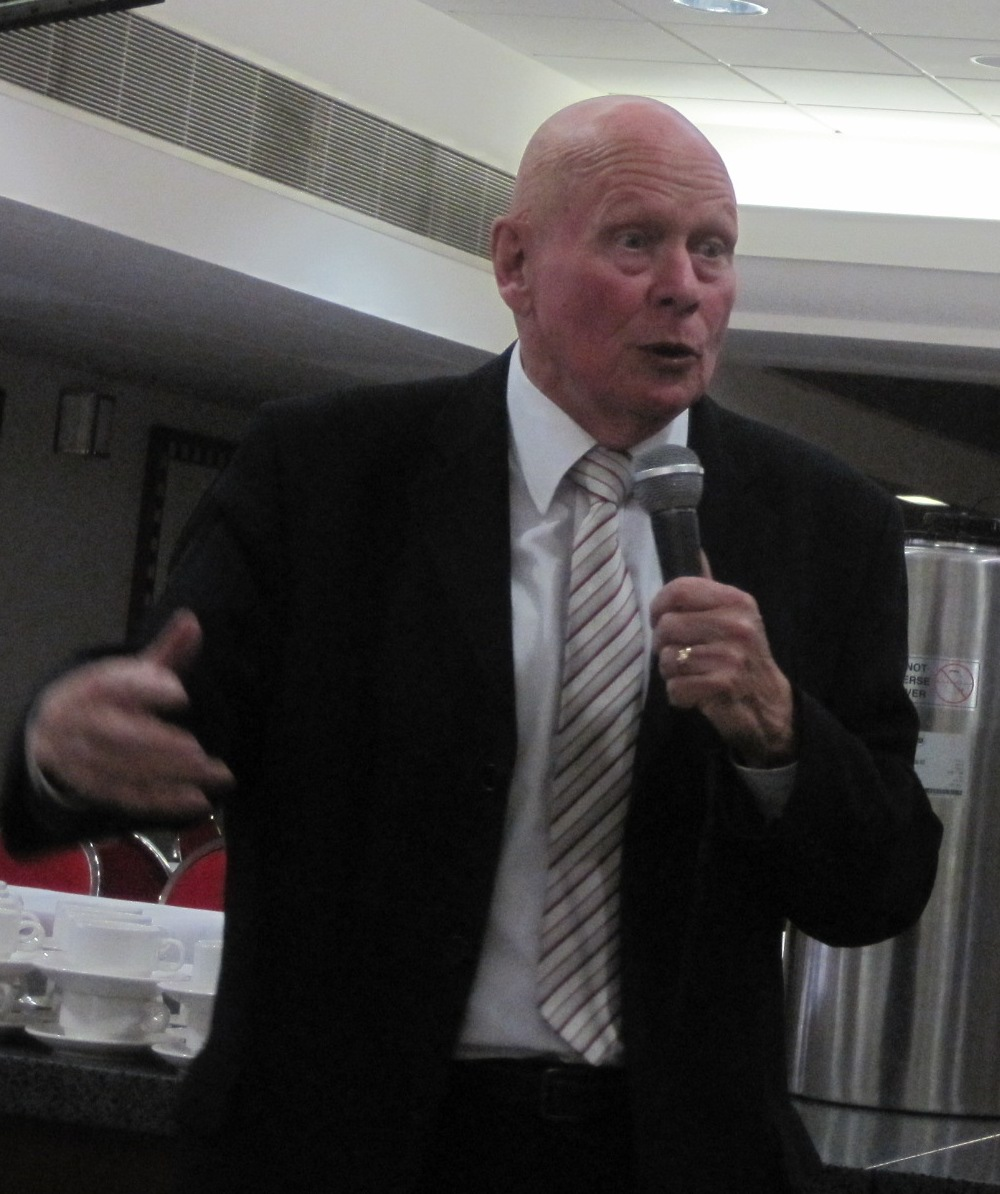
Wilfred „Will“ McGuinness 2013

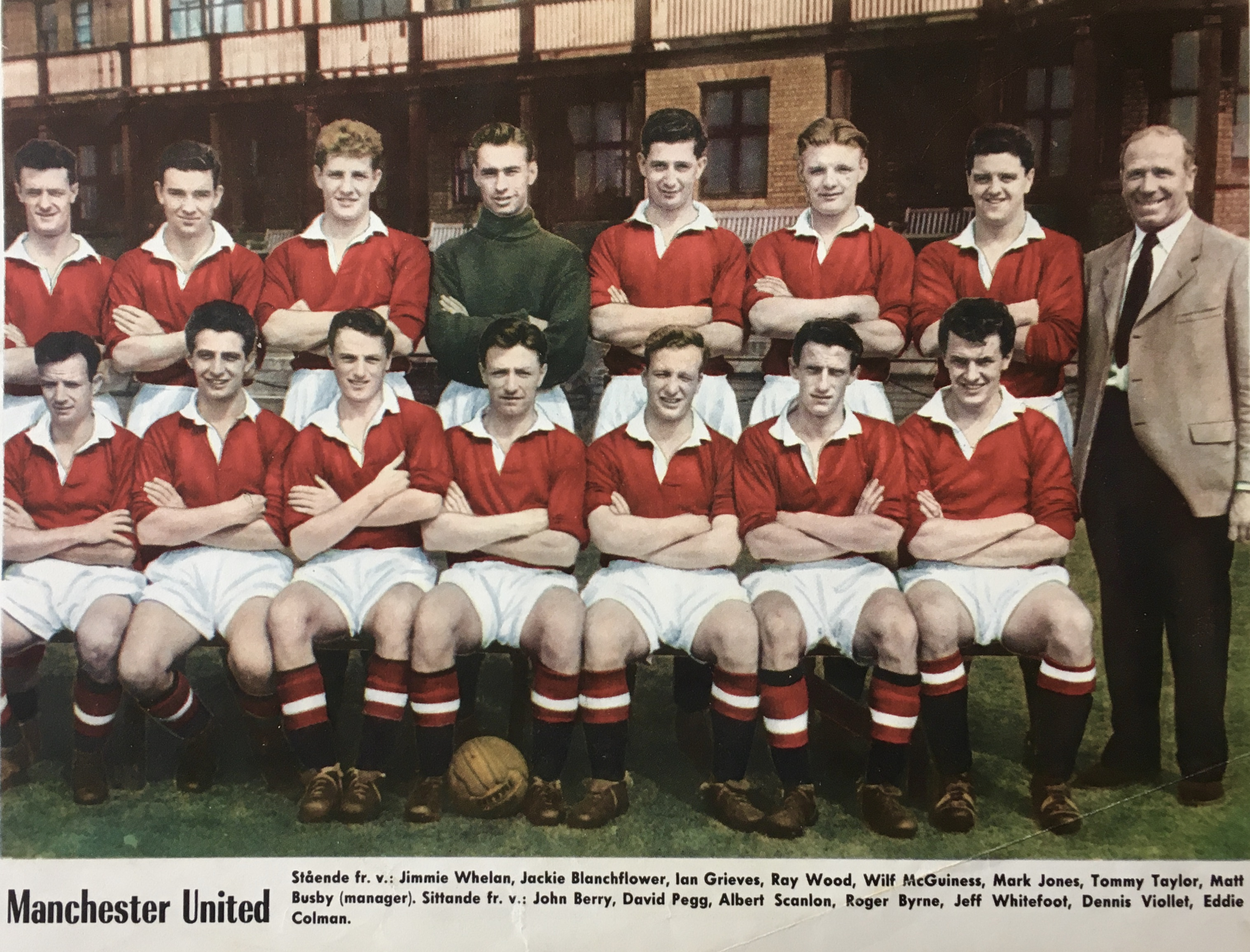
Manchester United F.C. aus dem Jahre 1957 – Bild zeigt 2. Reihe stehend v. l.: Jimmie Whelan, Jackie Blanchflower, Ian Greaves, Ray Wood, Wilf McGuinness, Mark Jones, Tommy Taylor, Matt Busby (Manager);1. Reihe hockend v. l.: Johnny Berry, David Pegg, Albert Scanlon, Roger Byrne (Kapitän), Jeff Whitefoot, Dennis Viollet und Eddie Colman.

Wilfred „Wilf“ McGuinness (* 25. Oktober 1937 in Manchester) ist ein ehemaliger englischer Fußballspieler und -trainer.

## Karriere
Als Jugendspieler war McGuinness Kapitän von Manchester, Lancashire und England. Im Januar 1953 unterschrieb der Engländer einen Vertrag bei Manchester United als Spieler. Sein Teamdebüt gab er am 8. Oktober 1953 gegen die Wolverhampton Wanderers. Den ersten großen Titel holte er als Einwechselspieler 1956, McGuinness wurde mit ManU Meister. Auch 1958 im Jahr der Flugzeugtragödie in München, spielte er noch, der Engländer war jedoch nicht im Flugzeug aufgrund einer Verletzung. Diese Verletzung veranlasste McGuinness auch zu seinem vorzeitigen Karriereende mit 22 Jahren.
Seinen ersten Trainerjob hatte er als Amateurtrainer bei Manchester United. 1969 nach dem Rücktritt von Matt Busby übernahm McGuinness die Mannschaft. Doch aufgrund seiner Erfolglosigkeit blieb er nur fünf Monate Cheftrainer. Nach den Red Devils wurde er Trainer in Griechenland bei Aris Saloniki. McGuinness’ letzter Verein als Cheftrainer war York City. Danach war er nur mehr Co-Trainer bei Hull City und den FC Bury.
McGuinness Sohn Paul ist aktuell Trainer der U-18-Mannschaft von Manchester United.

### Stationen als Spieler
- Manchester United (1953–1959)

### Stationen als Trainer
- Manchester United (1970)
- Aris Saloniki
- York City (1975–1977)
- Hull City (als Co-Trainer)
- FC Bury (als Co-Trainer)

## Erfolge
als Spieler
- 1× Englischer Meister mit Manchester United (1956/57)